# Рені Аруата
Рені Аруата (фр. Rainui Aroita, нар. 25 січня 1994) — таїтянський футболіст, захисник клубу «Тамарій» та національної збірної Таїті.

## Клубна кар'єра
Народився 25 січня 1994 року. Вихованець футбольної школи клубу «Тамарій». Дорослу футбольну кар'єру розпочав 2012 року в основній команді того ж клубу, кольори якої захищає й донині.

## Виступи за збірні
2011 року дебютував у складі юнацької збірної Таїті, взяв участь у 5 іграх на юнацькому рівні, відзначившись одним забитим голом.
2013 року дебютував в офіційних матчах у складі національної збірної Таїті. Наразі провів у формі головної команди країни 1 матч.
У складі збірної був учасником розіграшу Кубка конфедерацій 2013 року в Бразилії.